# Interlands Japans voetbalelftal 2010-2019
Deze pagina toont een chronologisch en gedetailleerd overzicht van de interlands die het Japans voetbalelftal speelde in de periode 2010 – 2019.

## Interlands

### 2010
|                                                                     |                                   |       |                                                       |                                                                                    |
| 6 januari Kwalificatie AK 2011 Groep A «onderlinge duels» 15:15 uur | Jemen                             | 2 – 3 | Japan                                                 | Ali Mohsenstadion, Sanaa Toeschouwers: 10.000 Scheidsrechter: Ali Al-Badwawi (UAE) |
| 6 januari Kwalificatie AK 2011 Groep A «onderlinge duels» 15:15 uur | Basem Al-Aqel 13' Salem Abbod 39' |       | 42' Sota Hirayama 55' Sota Hirayama 79' Sota Hirayama | Ali Mohsenstadion, Sanaa Toeschouwers: 10.000 Scheidsrechter: Ali Al-Badwawi (UAE) |

|                                                           |       |       |           |                                                                            |
| 2 februari Vriendschappelijk «onderlinge duels» 18:15 uur | Japan | 0 – 0 | Venezuela | Kyushu Sekiyu Dome, Oita Toeschouwers: 10.000 Scheidsrechter: Qi Fan (CHN) |
| 2 februari Vriendschappelijk «onderlinge duels» 18:15 uur |       |       |           | Kyushu Sekiyu Dome, Oita Toeschouwers: 10.000 Scheidsrechter: Qi Fan (CHN) |

|                                                           |       |       |       |                                                                                     |
| 6 februari Vriendschappelijk «onderlinge duels» 18:15 uur | Japan | 0 – 0 | China | Ajinomotostadion, Tokio Toeschouwers: 25.964 Scheidsrechter: Strebre Delovski (AUS) |
| 6 februari Vriendschappelijk «onderlinge duels» 18:15 uur |       |       |       | Ajinomotostadion, Tokio Toeschouwers: 25.964 Scheidsrechter: Strebre Delovski (AUS) |

|                                                            |                                                           |       |          |                                                                                |
| 11 februari Vriendschappelijk «onderlinge duels» 18:15 uur | Japan                                                     | 3 – 0 | Hongkong | Olympisch Stadion, Tokio Toeschouwers: 16.368 Scheidsrechter: Liang Zhao (CHN) |
| 11 februari Vriendschappelijk «onderlinge duels» 18:15 uur | Keiji Tamada 41' Marcus Tulio Tanaka 65' Keiji Tamada 82' |       |          | Olympisch Stadion, Tokio Toeschouwers: 16.368 Scheidsrechter: Liang Zhao (CHN) |

|                                                            |                          |       |                                                              |                                                                                      |
| 14 februari Vriendschappelijk «onderlinge duels» 18:15 uur | Japan                    | 1 – 3 | Zuid-Korea                                                   | Olympisch Stadion, Tokio Toeschouwers: 42.951 Scheidsrechter: Strebre Delovski (AUS) |
| 14 februari Vriendschappelijk «onderlinge duels» 18:15 uur | Yasuhito Endō 23' (pen.) |       | 33' (pen.) Lee Dong-gook 39' Lee Seung-yeul 70' Kim Jae-sung | Olympisch Stadion, Tokio Toeschouwers: 42.951 Scheidsrechter: Strebre Delovski (AUS) |

|                                                                   |                                        |       |         |                                                                                     |
| 3 maart Kwalificatie AK 2011 Groep A «onderlinge duels» 18:00 uur | Japan                                  | 2 – 0 | Bahrein | Toyotastadion, Toyota Toeschouwers: 38.042 Scheidsrechter: Abdul Malik Bashir (SIN) |
| 3 maart Kwalificatie AK 2011 Groep A «onderlinge duels» 18:00 uur | Shinji Okazaki 36' Keisuke Honda 90+2' |       |         | Toyotastadion, Toyota Toeschouwers: 38.042 Scheidsrechter: Abdul Malik Bashir (SIN) |

|                                                        |       |                                                     |        |                                                                                |
| 7 april Vriendschappelijk «onderlinge duels» 19:20 uur | Japan | 0 – 3                                               | Servië | Nagaistadion, Osaka Toeschouwers: 46.270 Scheidsrechter: Choi Myung-yong (KOR) |
| 7 april Vriendschappelijk «onderlinge duels» 19:20 uur |       | 15' Dragan Mrdja 23' Dragan Mrdja 60' Nemanja Tomić |        | Nagaistadion, Osaka Toeschouwers: 46.270 Scheidsrechter: Choi Myung-yong (KOR) |

|                                                       |       |                                     |            |                                                                                   |
| 24 mei Vriendschappelijk «onderlinge duels» 19:20 uur | Japan | 0 – 2                               | Zuid-Korea | Saitamastadion, Saitama Toeschouwers: 57.873 Scheidsrechter: Stuart Attwell (ENG) |
| 24 mei Vriendschappelijk «onderlinge duels» 19:20 uur |       | 15' Park Ji-Sung 90' Park Cho-young |            | Saitamastadion, Saitama Toeschouwers: 57.873 Scheidsrechter: Stuart Attwell (ENG) |

|                                                       |                                                         |       |                        |                                                                        |
| 30 mei Vriendschappelijk «onderlinge duels» 13:15 uur | Engeland                                                | 2 – 1 | Japan                  | UPC Arena, Graz Toeschouwers: 15.300 Scheidsrechter: René Eisner (AUT) |
| 30 mei Vriendschappelijk «onderlinge duels» 13:15 uur | Marcus Tulio Tanaka 71' (e.d.) Yuji Nakazawa 83' (e.d.) |       | 7' Marcus Tulio Tanaka | UPC Arena, Graz Toeschouwers: 15.300 Scheidsrechter: René Eisner (AUT) |

|                                                       |       |                                               |           |                                                                                    |
| 4 juni Vriendschappelijk «onderlinge duels» 11:20 uur | Japan | 0 – 2                                         | Ivoorkust | Stade de Tourbillon, Sion Toeschouwers: 4.919 Scheidsrechter: Stephan Studer (SUI) |
| 4 juni Vriendschappelijk «onderlinge duels» 11:20 uur |       | 13' (e.d.) Marcus Tulio Tanaka 80' Kolo Touré |           | Stade de Tourbillon, Sion Toeschouwers: 4.919 Scheidsrechter: Stephan Studer (SUI) |

| Wereldkampioenschap voetbal 2010 |
| -------------------------------- |

|                                                      |                   |       |          |                                                                                               |
| 14 juni WK 2010 Groep E «onderlinge duels» 16:00 uur | Japan             | 1 – 0 | Kameroen | Vrystaatstadion, Bloemfontein Toeschouwers: 30.620 Scheidsrechter: Olegário Benquerença (POR) |
| 14 juni WK 2010 Groep E «onderlinge duels» 16:00 uur | Keisuke Honda 39' |       |          | Vrystaatstadion, Bloemfontein Toeschouwers: 30.620 Scheidsrechter: Olegário Benquerença (POR) |

|                                                      |                     |       |       |                                                                                  |
| 19 juni WK 2010 Groep E «onderlinge duels» 12:30 uur | Nederland           | 1 – 0 | Japan | Durbanstadion, Durban Toeschouwers: 62.010 Scheidsrechter: Héctor Baldassi (ARG) |
| 19 juni WK 2010 Groep E «onderlinge duels» 12:30 uur | Wesley Sneijder 53' |       |       | Durbanstadion, Durban Toeschouwers: 62.010 Scheidsrechter: Héctor Baldassi (ARG) |

|                                                      |                       |       |                                                        |                                                                                           |
| 24 juni WK 2010 Groep E «onderlinge duels» 19:30 uur | Denemarken            | 1 – 3 | Japan                                                  | Royal Bafokengstadion, Rustenburg Toeschouwers: 27.967 Scheidsrechter: Jerome Damon (RSA) |
| 24 juni WK 2010 Groep E «onderlinge duels» 19:30 uur | Jon Dahl Tomasson 81' |       | 17' Keisuke Honda 30' Yasuhito Endō 87' Shinji Okazaki | Royal Bafokengstadion, Rustenburg Toeschouwers: 27.967 Scheidsrechter: Jerome Damon (RSA) |

|                                                             |                                                                          |              |                                                         |                                                                                                |
| 29 juni WK 2010 Achtste finale «onderlinge duels» 16:00 uur | Paraguay                                                                 | 0 – 0 (n.v.) | Japan                                                   | Loftus Versfeldstadion, Pretoria Toeschouwers: 36.742 Scheidsrechter: Frank De Bleeckere (BEL) |
| 29 juni WK 2010 Achtste finale «onderlinge duels» 16:00 uur |                                                                          |              |                                                         | Loftus Versfeldstadion, Pretoria Toeschouwers: 36.742 Scheidsrechter: Frank De Bleeckere (BEL) |
| 29 juni WK 2010 Achtste finale «onderlinge duels» 16:00 uur | Strafschoppen                                                            |              |                                                         | Loftus Versfeldstadion, Pretoria Toeschouwers: 36.742 Scheidsrechter: Frank De Bleeckere (BEL) |
| 29 juni WK 2010 Achtste finale «onderlinge duels» 16:00 uur | Édgar Barreto Lucas Barrios Cristian Riveros Nelson Valdez Óscar Cardozo | 5 – 3        | Yasuhito Endo Makoto Hasebe Yuichi Komano Keisuke Honda | Loftus Versfeldstadion, Pretoria Toeschouwers: 36.742 Scheidsrechter: Frank De Bleeckere (BEL) |

|  |  |  |  |  |  |  |  |  |

|                                                            |                   |       |          |                                                                                    |
| 4 september Vriendschappelijk «onderlinge duels» 20:20 uur | Japan             | 1 – 0 | Paraguay | Nissanstadion, Yokohama Toeschouwers: 65.000 Scheidsrechter: Marco Rodríguez (MEX) |
| 4 september Vriendschappelijk «onderlinge duels» 20:20 uur | Shinji Kagawa 70' |       |          | Nissanstadion, Yokohama Toeschouwers: 65.000 Scheidsrechter: Marco Rodríguez (MEX) |

|                                                            |                                             |       |                     |                                                                                 |
| 7 september Vriendschappelijk «onderlinge duels» 19:45 uur | Japan                                       | 2 – 1 | Guatemala           | Nagaistadion, Osaka Toeschouwers: 44.541 Scheidsrechter: Benito Archundia (MEX) |
| 7 september Vriendschappelijk «onderlinge duels» 19:45 uur | Takayuki Morimoto 12' Takayuki Morimoto 20' |       | 23' Mario Rodríguez | Nagaistadion, Osaka Toeschouwers: 44.541 Scheidsrechter: Benito Archundia (MEX) |

|                                                          |                    |       |            |                                                                              |
| 8 oktober Vriendschappelijk «onderlinge duels» 19:50 uur | Japan              | 1 – 0 | Argentinië | Saitamastadion, Saitama Toeschouwers: 57.735 Scheidsrechter: Pawel Gil (POL) |
| 8 oktober Vriendschappelijk «onderlinge duels» 19:50 uur | Shinji Okazaki 19' |       |            | Saitamastadion, Saitama Toeschouwers: 57.735 Scheidsrechter: Pawel Gil (POL) |

|                                                           |            |       |       |                                                                                          |
| 12 oktober Vriendschappelijk «onderlinge duels» 20:00 uur | Zuid-Korea | 0 – 0 | Japan | Seoul World Cupstadion, Seoel Toeschouwers: 62.503 Scheidsrechter: Ravshan Irmatov (UZB) |
| 12 oktober Vriendschappelijk «onderlinge duels» 20:00 uur |            |       |       | Seoul World Cupstadion, Seoel Toeschouwers: 62.503 Scheidsrechter: Ravshan Irmatov (UZB) |

### 2011
| Aziatisch kampioenschap voetbal 2011 |
| ------------------------------------ |

|                                                                        |                    |       |                        |                                                                                                |
| 9 januari Aziatisch kampioenschap Groep B «onderlinge duels» 16:15 uur | Japan              | 1 – 1 | Jordanië               | Qatar Sports Center Stadium, Doha Toeschouwers: 6.255 Scheidsrechter: Abdul Malik Bashir (SIN) |
| 9 januari Aziatisch kampioenschap Groep B «onderlinge duels» 16:15 uur | Maya Yoshida 90+2' |       | 45' Hasan Abdel Fattah | Qatar Sports Center Stadium, Doha Toeschouwers: 6.255 Scheidsrechter: Abdul Malik Bashir (SIN) |

|                                                                         |                            |       |                                            |                                                                                           |
| 13 januari Aziatisch kampioenschap Groep B «onderlinge duels» 16:15 uur | Syrië                      | 1 – 2 | Japan                                      | Qatar Sports Center Stadium, Doha Toeschouwers: 10.453 Scheidsrechter: Mohsen Torky (IRN) |
| 13 januari Aziatisch kampioenschap Groep B «onderlinge duels» 16:15 uur | Firas Al-Khatib 76' (pen.) |       | 35' Makoto Hasebe 82' (pen.) Keisuke Honda | Qatar Sports Center Stadium, Doha Toeschouwers: 10.453 Scheidsrechter: Mohsen Torky (IRN) |

|                                                                         |               |                                                                                             |       |                                                                                            |
| 17 januari Aziatisch kampioenschap Groep B «onderlinge duels» 16:15 uur | Saoedi-Arabië | 0 – 5                                                                                       | Japan | Ahmed bin Ali Stadium, Al Rayyan Toeschouwers: 2.022 Scheidsrechter: Ravshan Irmatov (UZB) |
| 17 januari Aziatisch kampioenschap Groep B «onderlinge duels» 16:15 uur |               | 8' Shinji Okazaki 13' Shinji Okazaki 19' Ryoichi Maeda 51' Ryoichi Maeda 80' Shinji Okazaki |       | Ahmed bin Ali Stadium, Al Rayyan Toeschouwers: 2.022 Scheidsrechter: Ravshan Irmatov (UZB) |

|                                                                             |                                     |       |                                                        |                                                                                            |
| 21 januari Aziatisch kampioenschap Kwartfinale «onderlinge duels» 16:25 uur | Qatar                               | 2 – 3 | Japan                                                  | Al-Gharafa Stadium, Doha Toeschouwers: 19.479 Scheidsrechter: Subkhiddin Mohd Salleh (MAS) |
| 21 januari Aziatisch kampioenschap Kwartfinale «onderlinge duels» 16:25 uur | Sebastián Soria 13' Fábio César 63' |       | 29' Shinji Kagawa 71' Shinji Kagawa 90' Masahiko Inoha | Al-Gharafa Stadium, Doha Toeschouwers: 19.479 Scheidsrechter: Subkhiddin Mohd Salleh (MAS) |

|                                                                              |                                                              |              |                                             |                                                                                                 |
| 25 januari Aziatisch kampioenschap Halve finale «onderlinge duels» 16:25 uur | Japan                                                        | 2 – 2 (n.v.) | Zuid-Korea                                  | Khalifa International Stadium, Doha Toeschouwers: 16.171 Scheidsrechter: Khalil Al Ghamdi (KSA) |
| 25 januari Aziatisch kampioenschap Halve finale «onderlinge duels» 16:25 uur | Ryoichi Maeda 36' Hajime Hosogai 97'                         |              | 23' (pen.) Ki Sung-yueng 120' Hwang Jae-won | Khalifa International Stadium, Doha Toeschouwers: 16.171 Scheidsrechter: Khalil Al Ghamdi (KSA) |
| 25 januari Aziatisch kampioenschap Halve finale «onderlinge duels» 16:25 uur | Strafschoppen                                                |              |                                             | Khalifa International Stadium, Doha Toeschouwers: 16.171 Scheidsrechter: Khalil Al Ghamdi (KSA) |
| 25 januari Aziatisch kampioenschap Halve finale «onderlinge duels» 16:25 uur | Yosuke Kashiwagi Shinji Okazaki Yuto Nagatomo Yasuyuki Konno | 3 – 0        | Koo Ja-cheol Lee Yong-rae Hong Jeong-ho     | Khalifa International Stadium, Doha Toeschouwers: 16.171 Scheidsrechter: Khalil Al Ghamdi (KSA) |

|                                                                        |                   |              |           |                                                                                                |
| 29 januari Aziatisch kampioenschap Finale «onderlinge duels» 18:00 uur | Japan             | 1 – 0 (n.v.) | Australië | Khalifa International Stadium, Doha Toeschouwers: 37.174 Scheidsrechter: Ravshan Irmatov (UZB) |
| 29 januari Aziatisch kampioenschap Finale «onderlinge duels» 18:00 uur | Tadanari Lee 109' |              |           | Khalifa International Stadium, Doha Toeschouwers: 37.174 Scheidsrechter: Ravshan Irmatov (UZB) |

|  |  |  |  |  |  |  |  |  |

|                                               |       |       |      |                                                                                        |
| 1 juni Kirin Cup «onderlinge duels» 20:20 uur | Japan | 0 – 0 | Peru | Denka Big Swan Stadium, Niigata Toeschouwers: 39.048 Scheidsrechter: Howard Webb (ENG) |
| 1 juni Kirin Cup «onderlinge duels» 20:20 uur |       |       |      | Denka Big Swan Stadium, Niigata Toeschouwers: 39.048 Scheidsrechter: Howard Webb (ENG) |

|                                               |       |       |          |                                                                                    |
| 7 juni Kirin Cup «onderlinge duels» 20:30 uur | Japan | 0 – 0 | Tsjechië | Nissanstadion, Yokohama Toeschouwers: 65.856 Scheidsrechter: Martin Atkinson (ENG) |
| 7 juni Kirin Cup «onderlinge duels» 20:30 uur |       |       |          | Nissanstadion, Yokohama Toeschouwers: 65.856 Scheidsrechter: Martin Atkinson (ENG) |

|                                                            |                                                       |       |            |                                                                                  |
| 10 augustus Vriendschappelijk «onderlinge duels» 18:30 uur | Japan                                                 | 3 – 0 | Zuid-Korea | Sapporo Dome, Sapporo Toeschouwers: 38.263 Scheidsrechter: Ravshan Irmatov (ENG) |
| 10 augustus Vriendschappelijk «onderlinge duels» 18:30 uur | Shinji Kagawa 34' Keisuke Honda 52' Shinji Kagawa 54' |       |            | Sapporo Dome, Sapporo Toeschouwers: 38.263 Scheidsrechter: Ravshan Irmatov (ENG) |

|                                                                       |                    |       |             |                                                                                    |
| 2 september Kwalificatie WK 2014 Groep C «onderlinge duels» 19:20 uur | Japan              | 1 – 0 | Noord-Korea | Saitamastadion, Saitama Toeschouwers: 62.000 Scheidsrechter: Ravshan Irmatov (ENG) |
| 2 september Kwalificatie WK 2014 Groep C «onderlinge duels» 19:20 uur | Maya Yoshida 90+4' |       |             | Saitamastadion, Saitama Toeschouwers: 62.000 Scheidsrechter: Ravshan Irmatov (ENG) |

|                                                                       |                    |       |                    |                                                                                                 |
| 6 september Kwalificatie WK 2014 Groep C «onderlinge duels» 20:00 uur | Oezbekistan        | 1 – 1 | Japan              | Pakhtakor Markaziystadion, Tasjkent Toeschouwers: 32.000 Scheidsrechter: Khalil Al Ghamdi (KSA) |
| 6 september Kwalificatie WK 2014 Groep C «onderlinge duels» 20:00 uur | Server Djeparov 8' |       | 65' Shinji Okazaki | Pakhtakor Markaziystadion, Tasjkent Toeschouwers: 32.000 Scheidsrechter: Khalil Al Ghamdi (KSA) |

|                                                          |                  |       |         |                                                                                         |
| 7 oktober Vriendschappelijk «onderlinge duels» 18:45 uur | Japan            | 1 – 0 | Vietnam | Misaki Parkstadion, Kobe Toeschouwers: 27.522 Scheidsrechter: Chaiya Alee Mahapab (THA) |
| 7 oktober Vriendschappelijk «onderlinge duels» 18:45 uur | Tadanari Lee 24' |       |         | Misaki Parkstadion, Kobe Toeschouwers: 27.522 Scheidsrechter: Chaiya Alee Mahapab (THA) |

|                                                                      | |       |              |                                                                                  |
| 11 oktober Kwalificatie WK 2014 Groep C «onderlinge duels» 19:45 uur | Japan | 8 – 0 | Tadzjikistan | Nagaistadion, Osaka Toeschouwers: 44.688 Scheidsrechter: Benjamin Williams (AUS) |
| 11 oktober Kwalificatie WK 2014 Groep C «onderlinge duels» 19:45 uur | Mike Havenaar 11' Shinji Okazaki 19' Yuichi Komano 35' Shinji Kagawa 41' Mike Havenaar 47' Kengo Nakamura 56' Shinji Kagawa 68' Shinji Okazaki 74' |       |              | Nagaistadion, Osaka Toeschouwers: 44.688 Scheidsrechter: Benjamin Williams (AUS) |

|                                                                       |              |                                                                              |       | |
| 11 november Kwalificatie WK 2014 Groep C «onderlinge duels» 14:00 uur | Tadzjikistan | 0 – 4                                                                        | Japan | Tsentralnyi Respublikanskiystadion, Doesjanbe Toeschouwers: 18.000 Scheidsrechter: Kim Dong-jin (KOR) |
| 11 november Kwalificatie WK 2014 Groep C «onderlinge duels» 14:00 uur |              | 36' Yasuyuki Konno 61' Shinji Okazaki 82' Ryoichi Maeda 90+2' Shinji Okazaki |       | Tsentralnyi Respublikanskiystadion, Doesjanbe Toeschouwers: 18.000 Scheidsrechter: Kim Dong-jin (KOR) |

|                                                                       |                  |       |       |                                                                                          |
| 15 november Kwalificatie WK 2014 Groep C «onderlinge duels» 16:00 uur | Noord-Korea      | 1 – 0 | Japan | Kim Il-sungstadion, Pyongyang Toeschouwers: 50.000 Scheidsrechter: Nawaf Shukralla (BHR) |
| 15 november Kwalificatie WK 2014 Groep C «onderlinge duels» 16:00 uur | Pak Nam-chol 50' |       |       | Kim Il-sungstadion, Pyongyang Toeschouwers: 50.000 Scheidsrechter: Nawaf Shukralla (BHR) |

### 2012
|                                                            |                                                        |       |                             |                                                                            |
| 24 februari Vriendschappelijk «onderlinge duels» 19:20 uur | Japan                                                  | 3 – 1 | IJsland                     | Nagaistadion, Osaka Toeschouwers: 42.579 Scheidsrechter: Chris Beath (AUS) |
| 24 februari Vriendschappelijk «onderlinge duels» 19:20 uur | Ryoichi Maeda 2' Jungo Fujimoto 53' Tomoaki Makino 79' |       | 90+3' (pen.) Arnór Smárason | Nagaistadion, Osaka Toeschouwers: 42.579 Scheidsrechter: Chris Beath (AUS) |

|                                                                       |       |                       |             |                                                                                       |
| 29 februari Kwalificatie WK 2014 Groep C «onderlinge duels» 19:30 uur | Japan | 0 – 1                 | Oezbekistan | Toyotastadion, Toyota Toeschouwers: 42.720 Scheidsrechter: Abdullah Al-Baloushi (QAT) |
| 29 februari Kwalificatie WK 2014 Groep C «onderlinge duels» 19:30 uur |       | 53' Aleksandr Shadrin |             | Toyotastadion, Toyota Toeschouwers: 42.720 Scheidsrechter: Abdullah Al-Baloushi (QAT) |

|                                                       |                                           |       |              |                                                                                     |
| 23 mei Vriendschappelijk «onderlinge duels» 20:15 uur | Japan                                     | 2 – 0 | Azerbeidzjan | Ecopastadion, Shizuoka Toeschouwers: 3.500 Scheidsrechter: Abdul Malik Bashir (SIN) |
| 23 mei Vriendschappelijk «onderlinge duels» 20:15 uur | Shinji Kagawa 42' Agil Nabiyev 58' (e.d.) |       |              | Ecopastadion, Shizuoka Toeschouwers: 3.500 Scheidsrechter: Abdul Malik Bashir (SIN) |

|                                                                               |                                                        |       |      |                                                                                    |
| 3 juni Kwalificatie WK 2014 Vierde ronde Groep B «onderlinge duels» 18:30 uur | Japan                                                  | 3 – 0 | Oman | Saitamastadion, Saitama Toeschouwers: 63.551 Scheidsrechter: Ravshan Irmatov (UZB) |
| 3 juni Kwalificatie WK 2014 Vierde ronde Groep B «onderlinge duels» 18:30 uur | Keisuke Honda 11' Ryoichi Maeda 51' Shinji Okazaki 54' |       |      | Saitamastadion, Saitama Toeschouwers: 63.551 Scheidsrechter: Ravshan Irmatov (UZB) |

|                                                                               | |       |          |                                                                                 |
| 8 juni Kwalificatie WK 2014 Vierde ronde Groep B «onderlinge duels» 18:30 uur | Japan | 6 – 0 | Jordanië | Saitamastadion, Saitama Toeschouwers: 60.874 Scheidsrechter: Kim Dong-jin (KOR) |
| 8 juni Kwalificatie WK 2014 Vierde ronde Groep B «onderlinge duels» 18:30 uur | Ryoichi Maeda 18' Keisuke Honda 22' Keisuke Honda 31' Shinji Kagawa 35' Keisuke Honda 53' (pen.) Yuzo Kurihara 89' |       |          | Saitamastadion, Saitama Toeschouwers: 60.874 Scheidsrechter: Kim Dong-jin (KOR) |

|                                                                                |                           |       |                   |                                                                                       |
| 12 juni Kwalificatie WK 2014 Vierde ronde Groep B «onderlinge duels» 20:00 uur | Australië                 | 1 – 1 | Japan             | Suncorp Stadium, Brisbane Toeschouwers: 40.189 Scheidsrechter: Khalil Al Ghamdi (KSA) |
| 12 juni Kwalificatie WK 2014 Vierde ronde Groep B «onderlinge duels» 20:00 uur | Luke Wilkshire 70' (pen.) |       | 65' Yuzo Kurihara | Suncorp Stadium, Brisbane Toeschouwers: 40.189 Scheidsrechter: Khalil Al Ghamdi (KSA) |

|                                                            |                   |       |           |                                                                             |
| 15 augustus Vriendschappelijk «onderlinge duels» 20:30 uur | Japan             | 1 – 1 | Venezuela | Sapporo Dome, Sapporo Toeschouwers: 39.396 Scheidsrechter: Lee Min-hu (KOR) |
| 15 augustus Vriendschappelijk «onderlinge duels» 20:30 uur | Yasuhito Endo 14' |       | 62' Miku  | Sapporo Dome, Sapporo Toeschouwers: 39.396 Scheidsrechter: Lee Min-hu (KOR) |

|                                                            |                   |       |        |                                                                                      |
| 6 september Vriendschappelijk «onderlinge duels» 19:20 uur | Japan             | 1 – 0 | V.A.E. | Denka Big Swan Stadium, Niigata Toeschouwers: 42.020 Scheidsrechter: Mingyu Ma (CHN) |
| 6 september Vriendschappelijk «onderlinge duels» 19:20 uur | Mike Havenaar 69' |       |        | Denka Big Swan Stadium, Niigata Toeschouwers: 42.020 Scheidsrechter: Mingyu Ma (CHN) |

|                                                                                     |                   |       |      |                                                                                       |
| 11 september Kwalificatie WK 2014 Vierde ronde Groep B «onderlinge duels» 19:30 uur | Japan             | 1 – 0 | Irak | Saitamastadion, Saitama Toeschouwers: 60.593 Scheidsrechter: Abdul Malik Bashir (SIN) |
| 11 september Kwalificatie WK 2014 Vierde ronde Groep B «onderlinge duels» 19:30 uur | Ryoichi Maeda 25' |       |      | Saitamastadion, Saitama Toeschouwers: 60.593 Scheidsrechter: Abdul Malik Bashir (SIN) |

|                                                           |           |                    |       |                                                                                        |
| 12 oktober Vriendschappelijk «onderlinge duels» 20:00 uur | Frankrijk | 0 – 1              | Japan | Stade de France, Saint-Denis Toeschouwers: 60.205 Scheidsrechter: William Collum (SCO) |
| 12 oktober Vriendschappelijk «onderlinge duels» 20:00 uur |           | 88' Yasuyuki Konno |       | Stade de France, Saint-Denis Toeschouwers: 60.205 Scheidsrechter: William Collum (SCO) |

|                                                           |       |                                                    |          |                                                                                   |
| 16 oktober Vriendschappelijk «onderlinge duels» 13:00 uur | Japan | 0 – 4                                              | Brazilië | Stadion Miejski, Wrocław Toeschouwers: 36.000 Scheidsrechter: Marcin Borski (POL) |
| 16 oktober Vriendschappelijk «onderlinge duels» 13:00 uur |       | 11' Paulinho 25' (pen.) Neymar 47' Neymar 75' Kaká |          | Stadion Miejski, Wrocław Toeschouwers: 36.000 Scheidsrechter: Marcin Borski (POL) |

|                                                                                    |                   |       |                                         | |
| 14 november Kwalificatie WK 2014 Vierde ronde Groep B «onderlinge duels» 20:30 uur | Oman              | 1 – 2 | Japan                                   | Sultan Qaboos Sports Complex, Muscat Toeschouwers: 28.360 Scheidsrechter: Abdullah Al-Baloushi (QAT) |
| 14 november Kwalificatie WK 2014 Vierde ronde Groep B «onderlinge duels» 20:30 uur | Ahmed Mubarak 77' |       | 20' Hiroshi Kiyotake 89' Shinji Okazaki | Sultan Qaboos Sports Complex, Muscat Toeschouwers: 28.360 Scheidsrechter: Abdullah Al-Baloushi (QAT) |

### 2013
|                                                   |                                                         |       |         |                                                                                     |
| 6 februari Kirin Cup «onderlinge duels» 18:20 uur | Japan                                                   | 3 – 0 | Letland | Home's Stadium Kobe, Kobe Toeschouwers: 28.607 Scheidsrechter: Kim Jong-hyeok (KOR) |
| 6 februari Kirin Cup «onderlinge duels» 18:20 uur | Shinji Okazaki 41' Keisuke Honda 60' Shinji Okazaki 61' |       |         | Home's Stadium Kobe, Kobe Toeschouwers: 28.607 Scheidsrechter: Kim Jong-hyeok (KOR) |

|                                                               |                                     |       |                  |                                                                                                |
| 22 maart Vriendschappelijk № 342 «onderlinge duels» 20:00 uur | Japan                               | 2 – 1 | Canada           | Khalifa International Stadium, Doha Toeschouwers: 1.500 Scheidsrechter: Khamis Al-Kuwari (QAT) |
| 22 maart Vriendschappelijk № 342 «onderlinge duels» 20:00 uur | Shinji Okazaki 9' Mike Havenaar 74' |       | 59' Marcus Haber | Khalifa International Stadium, Doha Toeschouwers: 1.500 Scheidsrechter: Khamis Al-Kuwari (QAT) |

|                                                                                 |                                        |       |                   |                                                                                          |
| 26 maart Kwalificatie WK 2014 Vierde ronde Groep B «onderlinge duels» 17:00 uur | Jordanië                               | 2 – 1 | Japan             | Koning Abdullahstadion, Amman Toeschouwers: 18.055 Scheidsrechter: Alireza Faghani (IRN) |
| 26 maart Kwalificatie WK 2014 Vierde ronde Groep B «onderlinge duels» 17:00 uur | Khalil Bani Attiah 45' Ahmed Hayel 60' |       | 69' Shinji Kagawa | Koning Abdullahstadion, Amman Toeschouwers: 18.055 Scheidsrechter: Alireza Faghani (IRN) |

|                                                       |       |                                               |           |                                                                               |
| 30 mei Vriendschappelijk «onderlinge duels» 19:20 uur | Japan | 0 – 2                                         | Bulgarije | Toyotastadion, Toyota Toeschouwers: 41.353 Scheidsrechter: Kim Sang-woo (KOR) |
| 30 mei Vriendschappelijk «onderlinge duels» 19:20 uur |       | 3' Stanislav Manolev 70' (e.d.) Makoto Hasebe |           | Toyotastadion, Toyota Toeschouwers: 41.353 Scheidsrechter: Kim Sang-woo (KOR) |

|                                                                               |                          |       |               |                                                                                    |
| 4 juni Kwalificatie WK 2014 Vierde ronde Groep B «onderlinge duels» 19:30 uur | Japan                    | 1 – 1 | Australië     | Saitamastadion, Saitama Toeschouwers: 62.172 Scheidsrechter: Nawaf Shukralla (BHR) |
| 4 juni Kwalificatie WK 2014 Vierde ronde Groep B «onderlinge duels» 19:30 uur | Keisuke Honda 90' (pen.) |       | 81' Tommy Oar | Saitamastadion, Saitama Toeschouwers: 62.172 Scheidsrechter: Nawaf Shukralla (BHR) |

|                                                                                |      |                    |       |                                                                                        |
| 11 juni Kwalificatie WK 2014 Vierde ronde Groep B «onderlinge duels» 17:30 uur | Irak | 0 – 1              | Japan | Grand Hamad Stadium, Doha Toeschouwers: 1.100 Scheidsrechter: Valentin Kovalenko (UZB) |
| 11 juni Kwalificatie WK 2014 Vierde ronde Groep B «onderlinge duels» 17:30 uur |      | 89' Shinji Okazaki |       | Grand Hamad Stadium, Doha Toeschouwers: 1.100 Scheidsrechter: Valentin Kovalenko (UZB) |

|                                                                                |      |                    |       |                                                                                        |
| 11 juni Kwalificatie WK 2014 Vierde ronde Groep B «onderlinge duels» 17:30 uur | Irak | 0 – 1              | Japan | Grand Hamad Stadium, Doha Toeschouwers: 1.100 Scheidsrechter: Valentin Kovalenko (UZB) |
| 11 juni Kwalificatie WK 2014 Vierde ronde Groep B «onderlinge duels» 17:30 uur |      | 89' Shinji Okazaki |       | Grand Hamad Stadium, Doha Toeschouwers: 1.100 Scheidsrechter: Valentin Kovalenko (UZB) |

| FIFA Confederations Cup 2013 |
| ---------------------------- |

|                                                                      |                                 |       |       |                                                                                     |
| 11 juni FIFA Confederations Cup Groep A «onderlinge duels» 16:00 uur | Brazilië                        | 3 – 0 | Japan | Estádio Nacional, Brasília Toeschouwers: 67.423 Scheidsrechter: Pedro Proença (POR) |
| 11 juni FIFA Confederations Cup Groep A «onderlinge duels» 16:00 uur | Neymar 3' Paulinho 48' Jô 90+3' |       |       | Estádio Nacional, Brasília Toeschouwers: 67.423 Scheidsrechter: Pedro Proença (POR) |

|                                                                      |                                                               |       |                                                                                                 |                                                                                         |
| 19 juni FIFA Confederations Cup Groep A «onderlinge duels» 16:00 uur | Japan                                                         | 3 – 4 | Italië                                                                                          | Itaipava Arena Pernambuco, Recife Toeschouwers: 40.489 Scheidsrechter: Diego Abal (ARG) |
| 19 juni FIFA Confederations Cup Groep A «onderlinge duels» 16:00 uur | Keisuke Honda 21' (pen.) Shinji Kagawa 33' Shinji Okazaki 69' |       | 41' Daniele De Rossi 50' (e.d.) Atsuto Uchida 53' (pen.) Mario Balotelli 86' Sebastian Giovinco | Itaipava Arena Pernambuco, Recife Toeschouwers: 40.489 Scheidsrechter: Diego Abal (ARG) |

|                                                                      |                    |       |                                                  |                                                                                         |
| 22 juni FIFA Confederations Cup Groep A «onderlinge duels» 16:00 uur | Japan              | 1 – 2 | Mexico                                           | Estádio Mineirão, Belo Horizonte Toeschouwers: 52.690 Scheidsrechter: Felix Brych (GER) |
| 22 juni FIFA Confederations Cup Groep A «onderlinge duels» 16:00 uur | Shinji Okazaki 86' |       | 54' Javier Hernández 66' (pen.) Javier Hernández | Estádio Mineirão, Belo Horizonte Toeschouwers: 52.690 Scheidsrechter: Felix Brych (GER) |

|  |  |  |  |  |  |  |  |  |

|                                                                   |                                                         |       |                                                         |                                                                                      |
| 21 juli Oost-Aziatisch kampioenschap «onderlinge duels» 21:00 uur | Japan                                                   | 3 − 3 | China                                                   | Seoul World Cupstadion, Seoel Toeschouwers: 3.500 Scheidsrechter: Ben Williams (AUS) |
| 21 juli Oost-Aziatisch kampioenschap «onderlinge duels» 21:00 uur | Yuzo Kurihara 32' Yoichiro Kakitani 59' Masato Kudo 60' |       | 4' (pen.) Wang Yongpo 81' (pen.) Wang Yongpo 87' Sun Ke | Seoul World Cupstadion, Seoel Toeschouwers: 3.500 Scheidsrechter: Ben Williams (AUS) |

|                                                                   |                                                |       |                                  |                                                                             |
| 25 juli Oost-Aziatisch kampioenschap «onderlinge duels» 20:00 uur | Japan                                          | 3 − 2 | Australië                        | Hwaseongstadion, Hwaseong Toeschouwers: 1.458 Scheidsrechter: Tan Hai (CHN) |
| 25 juli Oost-Aziatisch kampioenschap «onderlinge duels» 20:00 uur | Manabu Saito 26' Yuya Osako 56' Yuya Osako 79' |       | 76' Mitchell Duke 78' Tomi Jurić | Hwaseongstadion, Hwaseong Toeschouwers: 1.458 Scheidsrechter: Tan Hai (CHN) |

|                                                                   |                |       |                                               |                                                                                  |
| 28 juli Oost-Aziatisch kampioenschap «onderlinge duels» 20:00 uur | Zuid-Korea     | 1 − 2 | Japan                                         | Olympisch Stadion, Seoel Toeschouwers: 47.258 Scheidsrechter: Ben Williams (AUS) |
| 28 juli Oost-Aziatisch kampioenschap «onderlinge duels» 20:00 uur | Yun Il-lok 33' |       | 24' Yoichiro Kakitani 90+1' Yoichiro Kakitani | Olympisch Stadion, Seoel Toeschouwers: 47.258 Scheidsrechter: Ben Williams (AUS) |

|                                                            |                                     |       |                                                                       |                                                                                 |
| 14 augustus Vriendschappelijk «onderlinge duels» 19:20 uur | Japan                               | 2 – 4 | Uruguay                                                               | Miyagistadion, Rifu Toeschouwers: 45.883 Scheidsrechter: Szymon Marciniak (POL) |
| 14 augustus Vriendschappelijk «onderlinge duels» 19:20 uur | Shinji Kagawa 54' Keisuke Honda 72' |       | 27' Diego Forlán 29' Diego Forlán 53' Luis Suárez 58' Álvaro González | Miyagistadion, Rifu Toeschouwers: 45.883 Scheidsrechter: Szymon Marciniak (POL) |

|                                                            |                                                     |       |           |                                                                             |
| 6 september Vriendschappelijk «onderlinge duels» 19:25 uur | Japan                                               | 3 – 0 | Guatemala | Nagaistadion, Osaka Toeschouwers: 46.244 Scheidsrechter: Jared Gillet (AUS) |
| 6 september Vriendschappelijk «onderlinge duels» 19:25 uur | Keisuke Honda 50' Masato Kudo 69' Yasuhito Endō 76' |       |           | Nagaistadion, Osaka Toeschouwers: 46.244 Scheidsrechter: Jared Gillet (AUS) |

|                                                             |                                                       |       |                      |                                                                                |
| 10 september Vriendschappelijk «onderlinge duels» 19:30 uur | Japan                                                 | 3 – 1 | Ghana                | Saitamastadion, Saitama Toeschouwers: 64.525 Scheidsrechter: Chris Beath (AUS) |
| 10 september Vriendschappelijk «onderlinge duels» 19:30 uur | Shinji Kagawa 50' Yasuhito Endō 64' Keisuke Honda 71' |       | 24' Frank Acheampong | Saitamastadion, Saitama Toeschouwers: 64.525 Scheidsrechter: Chris Beath (AUS) |

|                                                           |                                   |       |       |                                                                                     |
| 11 oktober Vriendschappelijk «onderlinge duels» 17:30 uur | Servië                            | 2 – 0 | Japan | Karađorđestadion, Novi Sad Toeschouwers: 10.000 Scheidsrechter: Fırat Aydınus (TUR) |
| 11 oktober Vriendschappelijk «onderlinge duels» 17:30 uur | Dušan Tadić 59' Miloš Jojić 90+1' |       |       | Karađorđestadion, Novi Sad Toeschouwers: 10.000 Scheidsrechter: Fırat Aydınus (TUR) |

|                                                           |                 |       |       |                                                                                   |
| 15 oktober Vriendschappelijk «onderlinge duels» 14:15 uur | Wit-Rusland     | 1 – 0 | Japan | Torpedostadion, Zjodzina Toeschouwers: 3.250 Scheidsrechter: Sergejus Slyva (LTU) |
| 15 oktober Vriendschappelijk «onderlinge duels» 14:15 uur | Jan Tigorev 44' |       |       | Torpedostadion, Zjodzina Toeschouwers: 3.250 Scheidsrechter: Sergejus Slyva (LTU) |

|                                                            |                                           |       |                                  |                                                                               |
| 16 november Vriendschappelijk «onderlinge duels» 12:15 uur | Nederland                                 | 2 – 2 | Japan                            | Cristal Arena, Genk Toeschouwers: 13.616 Scheidsrechter: Serge Gumienny (BEL) |
| 16 november Vriendschappelijk «onderlinge duels» 12:15 uur | Rafael van der Vaart 13' Arjen Robben 39' |       | 44' Yuya Osako 60' Keisuke Honda | Cristal Arena, Genk Toeschouwers: 13.616 Scheidsrechter: Serge Gumienny (BEL) |

|                                                            |                                          |       |                                  |                                                                                           |
| 19 november Vriendschappelijk «onderlinge duels» 20:00 uur | België                                   | 2 – 3 | Japan                            | Koning Boudewijnstadion, Brussel Toeschouwers: 43.000 Scheidsrechter: Fırat Aydınus (TUR) |
| 19 november Vriendschappelijk «onderlinge duels» 20:00 uur | Kevin Mirallas 15' Toby Alderweireld 79' |       | 44' Yuya Osako 60' Keisuke Honda | Koning Boudewijnstadion, Brussel Toeschouwers: 43.000 Scheidsrechter: Fırat Aydınus (TUR) |

### 2014
|                                                        |                                                                            |       |                               |                                                                                   |
| 5 maart Vriendschappelijk «onderlinge duels» 19:40 uur | Japan                                                                      | 4 – 2 | Nieuw-Zeeland                 | Olympisch Stadion, Tokio Toeschouwers: 47.670 Scheidsrechter: Alan Milliner (AUS) |
| 5 maart Vriendschappelijk «onderlinge duels» 19:40 uur | Shinji Okazaki 4' Shinji Kagawa 8' Masato Morishige 11' Shinji Okazaki 17' |       | 40' Chris Wood 80' Chris Wood | Olympisch Stadion, Tokio Toeschouwers: 47.670 Scheidsrechter: Alan Milliner (AUS) |

|                                                       |                   |       |        |                                                                                     |
| 27 mei Vriendschappelijk «onderlinge duels» 19:30 uur | Japan             | 1 – 0 | Cyprus | Saitamastadion, Saitama Toeschouwers: 58.564 Scheidsrechter: Paweł Raczkowski (POL) |
| 27 mei Vriendschappelijk «onderlinge duels» 19:30 uur | Atsuto Uchida 42' |       |        | Saitamastadion, Saitama Toeschouwers: 58.564 Scheidsrechter: Paweł Raczkowski (POL) |

|                                                       |                |       |                                                           |                                                                                    |
| 2 juni Vriendschappelijk «onderlinge duels» 20:00 uur | Costa Rica     | 1 – 3 | Japan                                                     | Raymond James Stadium, Tampa Toeschouwers: 7.106 Scheidsrechter: Chris Penso (USA) |
| 2 juni Vriendschappelijk «onderlinge duels» 20:00 uur | Bryan Ruiz 31' |       | 60' Yasuhito Endō 80' Shinji Kagawa 90' Yoichiro Kakitani | Raymond James Stadium, Tampa Toeschouwers: 7.106 Scheidsrechter: Chris Penso (USA) |

|                                                       |                                                                                |       |                                                         |                                                                                        |
| 7 juni Vriendschappelijk «onderlinge duels» 18:30 uur | Japan                                                                          | 4 – 3 | Zambia                                                  | Raymond James Stadium, Tampa Toeschouwers: 7.275 Scheidsrechter: Edvin Jurisevic (USA) |
| 7 juni Vriendschappelijk «onderlinge duels» 18:30 uur | Keisuke Honda 40' (pen.) Shinji Kagawa 73' Keisuke Honda 75' Yoshito Okubo 90' |       | 9' Chris Katongo 29' Nathan Sinkala 89' Lamisha Musonda | Raymond James Stadium, Tampa Toeschouwers: 7.275 Scheidsrechter: Edvin Jurisevic (USA) |

| Wereldkampioenschap voetbal 2014 |
| -------------------------------- |

|                                                      |                                |       |                   |                                                                                   |
| 14 juni WK 2014 Groep C «onderlinge duels» 22:00 uur | Ivoorkust                      | 2 – 1 | Japan             | Arena Pernambuco, Recife Toeschouwers: 40.267 Scheidsrechter: Enrique Osses (CHI) |
| 14 juni WK 2014 Groep C «onderlinge duels» 22:00 uur | Wilfried Bony 64' Gervinho 66' |       | 16' Keisuke Honda | Arena Pernambuco, Recife Toeschouwers: 40.267 Scheidsrechter: Enrique Osses (CHI) |

|                                                      |       |       |             |                                                                                |
| 19 juni WK 2014 Groep C «onderlinge duels» 19:00 uur | Japan | 0 – 0 | Griekenland | Arena das Dunas, Natal Toeschouwers: 39.485 Scheidsrechter: Joel Aguilar (SLV) |
| 19 juni WK 2014 Groep C «onderlinge duels» 19:00 uur |       |       |             | Arena das Dunas, Natal Toeschouwers: 39.485 Scheidsrechter: Joel Aguilar (SLV) |

|                                                      |                      |       |                                                                                        |                                                                                 |
| 24 juni WK 2014 Groep C «onderlinge duels» 16:00 uur | Japan                | 1 – 4 | Colombia                                                                               | Arena Pantanal, Cuiabá Toeschouwers: 40.340 Scheidsrechter: Pedro Proença (POR) |
| 24 juni WK 2014 Groep C «onderlinge duels» 16:00 uur | Shinji Okazaki 45+1' |       | 17' (pen.) Juan Cuadrado 55' Jackson Martínez 82' Jackson Martínez 89' James Rodríguez | Arena Pantanal, Cuiabá Toeschouwers: 40.340 Scheidsrechter: Pedro Proença (POR) |

|  |  |  |  |  |  |  |  |  |

|                                                            |       |                                       |         |                                                                               |
| 5 september Vriendschappelijk «onderlinge duels» 20:00 uur | Japan | 0 – 2                                 | Uruguay | Sapporo Dome, Sapporo Toeschouwers: 39.294 Scheidsrechter: Kim Sang-woo (KOR) |
| 5 september Vriendschappelijk «onderlinge duels» 20:00 uur |       | 34' Edinson Cavani 70' Abel Hernández |         | Sapporo Dome, Sapporo Toeschouwers: 39.294 Scheidsrechter: Kim Sang-woo (KOR) |

|                                                            |                                       |       |                                             |                                                                                |
| 9 september Vriendschappelijk «onderlinge duels» 20:20 uur | Japan                                 | 2 – 2 | Venezuela                                   | Nissanstadion, Yokohama Toeschouwers: 72.000 Scheidsrechter: Chris Beath (AUS) |
| 9 september Vriendschappelijk «onderlinge duels» 20:20 uur | Yoshinori Muto 51' Gaku Shibasaki 67' |       | 58' (pen.) Mário Rondon 71' Gabriel Cichero | Nissanstadion, Yokohama Toeschouwers: 72.000 Scheidsrechter: Chris Beath (AUS) |

|                                                           |                             |       |         |                                                                                    |
| 10 oktober Vriendschappelijk «onderlinge duels» 20:25 uur | Japan                       | 1 – 0 | Jamaica | Denka Big Swan Stadium, Niigata Toeschouwers: 38.754 Scheidsrechter: Ma Ning (CHN) |
| 10 oktober Vriendschappelijk «onderlinge duels» 20:25 uur | Nayron Nosworthy 16' (e.d.) |       |         | Denka Big Swan Stadium, Niigata Toeschouwers: 38.754 Scheidsrechter: Ma Ning (CHN) |

|                                                           |       |                                             |          |                                                                                        |
| 14 oktober Vriendschappelijk «onderlinge duels» 17:45 uur | Japan | 0 – 4                                       | Brazilië | Nationaal stadion, Singapore Toeschouwers: 51.577 Scheidsrechter: Ahmad A'qashah (SIN) |
| 14 oktober Vriendschappelijk «onderlinge duels» 17:45 uur |       | 18' Neymar 48' Neymar 77' Neymar 81' Neymar |          | Nationaal stadion, Singapore Toeschouwers: 51.577 Scheidsrechter: Ahmad A'qashah (SIN) |

|                                                            | |       |          |                                                                                     |
| 14 november Vriendschappelijk «onderlinge duels» 18:30 uur | Japan                                                                                                  | 6 – 0 | Honduras | Toyotastadion, Toyota Toeschouwers: 42.126 Scheidsrechter: Bartosz Frankowski (POL) |
| 14 november Vriendschappelijk «onderlinge duels» 18:30 uur | Maya Yoshida 9' Keisuke Honda 41' Yasuhito Endō 44' Takashi Inui 47' Yohei Toyoda 69' Takashi Inui 74' |       |          | Toyotastadion, Toyota Toeschouwers: 42.126 Scheidsrechter: Bartosz Frankowski (POL) |

|                                                            |                                       |       |                |                                                                          |
| 18 november Vriendschappelijk «onderlinge duels» 19:20 uur | Japan                                 | 2 – 1 | Australië      | Nagaistadion, Osaka Toeschouwers: 40.006 Scheidsrechter: Paweł Gil (POL) |
| 18 november Vriendschappelijk «onderlinge duels» 19:20 uur | Yasuyuki Konno 61' Shinji Okazaki 68' |       | 90' Tim Cahill | Nagaistadion, Osaka Toeschouwers: 40.006 Scheidsrechter: Paweł Gil (POL) |

### 2015
| Aziatisch kampioenschap voetbal 2015 |
| ------------------------------------ |

|                                                                         |                                                                               |       |           | |
| 12 januari Aziatisch kampioenschap Groep D «onderlinge duels» 18:00 uur | Japan                                                                         | 4 – 0 | Palestina | Newcastle International Sports Centre, Newcastle Toeschouwers: 22.412 Scheidsrechter: Abdulrahman Abdou (QAT) |
| 12 januari Aziatisch kampioenschap Groep D «onderlinge duels» 18:00 uur | Yasuhito Endō 8' Shinji Okazaki 25' Keisuke Honda 44' (pen.) Maya Yoshida 49' |       |           | Newcastle International Sports Centre, Newcastle Toeschouwers: 22.412 Scheidsrechter: Abdulrahman Abdou (QAT) |

|                                                                         |      |                          |       |                                                                                      |
| 16 januari Aziatisch kampioenschap Groep D «onderlinge duels» 19:00 uur | Irak | 0 – 1                    | Japan | Suncorp Stadium, Brisbane Toeschouwers: 22.941 Scheidsrechter: Alireza Faghani (IRN) |
| 16 januari Aziatisch kampioenschap Groep D «onderlinge duels» 19:00 uur |      | 23' (pen.) Keisuke Honda |       | Suncorp Stadium, Brisbane Toeschouwers: 22.941 Scheidsrechter: Alireza Faghani (IRN) |

|                                                                         |                                     |       |          | |
| 20 januari Aziatisch kampioenschap Groep D «onderlinge duels» 20:00 uur | Japan                               | 2 – 0 | Jordanië | Melbourne Rectangular Stadium, Melbourne Toeschouwers: 25.016 Scheidsrechter: Ravshan Irmatov (UZB) |
| 20 januari Aziatisch kampioenschap Groep D «onderlinge duels» 20:00 uur | Keisuke Honda 24' Shinji Kagawa 82' |       |          | Melbourne Rectangular Stadium, Melbourne Toeschouwers: 25.016 Scheidsrechter: Ravshan Irmatov (UZB) |

|                                                                             |                                                                                        |              |                                                                                        |                                                                                |
| 23 januari Aziatisch kampioenschap Kwartfinale «onderlinge duels» 20:30 uur | Japan                                                                                  | 1 – 1 (n.v.) | V.A.E.                                                                                 | ANZ Stadium, Sydney Toeschouwers: 19.094 Scheidsrechter: Alireza Faghani (IRN) |
| 23 januari Aziatisch kampioenschap Kwartfinale «onderlinge duels» 20:30 uur | Gaku Shibasaki 81'                                                                     |              | 7' Ali Mabkhout                                                                        | ANZ Stadium, Sydney Toeschouwers: 19.094 Scheidsrechter: Alireza Faghani (IRN) |
| 23 januari Aziatisch kampioenschap Kwartfinale «onderlinge duels» 20:30 uur | Strafschoppen                                                                          |              |                                                                                        | ANZ Stadium, Sydney Toeschouwers: 19.094 Scheidsrechter: Alireza Faghani (IRN) |
| 23 januari Aziatisch kampioenschap Kwartfinale «onderlinge duels» 20:30 uur | Keisuke Honda Makoto Hasebe Gaku Shibasaki Yohei Toyoda Masato Morishige Shinji Kagawa | 4 – 5        | Omar Abdulrahman Ali Mabkhout Khamis Esmaeel Majed Hassan Habib Al-Fardan Ismael Ahmed | ANZ Stadium, Sydney Toeschouwers: 19.094 Scheidsrechter: Alireza Faghani (IRN) |

|  |  |  |  |  |  |  |  |  |

|                                                         |                                      |       |         |                                                                           |
| 27 maart Vriendschappelijk «onderlinge duels» 18:30 uur | Japan                                | 2 – 0 | Tunesië | Ōitastadion, Oita Toeschouwers: 34.777 Scheidsrechter: Ben Williams (AUS) |
| 27 maart Vriendschappelijk «onderlinge duels» 18:30 uur | Shinji Okazaki 78' Keisuke Honda 83' |       |         | Ōitastadion, Oita Toeschouwers: 34.777 Scheidsrechter: Ben Williams (AUS) |

|                                                         |                                                                                                |       |                       |                                                                                     |
| 31 maart Vriendschappelijk «onderlinge duels» 19:30 uur | Japan                                                                                          | 5 – 1 | Oezbekistan           | Ajinomotostadion, Tokio Toeschouwers: 46.007 Scheidsrechter: Strebre Delovski (AUS) |
| 31 maart Vriendschappelijk «onderlinge duels» 19:30 uur | Toshihiro Aoyama 7' Shinji Okazaki 54' Gaku Shibasaki 79' Takashi Usami 83' Kengo Kawamata 90' |       | 82' Islom Tuhtahujaev | Ajinomotostadion, Tokio Toeschouwers: 46.007 Scheidsrechter: Strebre Delovski (AUS) |

|                                                        |                                                                           |       |      |                                                                                     |
| 11 juni Vriendschappelijk «onderlinge duels» 18:00 uur | Japan                                                                     | 4 – 0 | Irak | Nissanstadion, Yokohama Toeschouwers: 63.877 Scheidsrechter: Daniel Stefański (POL) |
| 11 juni Vriendschappelijk «onderlinge duels» 18:00 uur | Keisuke Honda 5' Tomoaki Makino 9' Shinji Okazaki 33' Genki Haraguchi 84' |       |      | Nissanstadion, Yokohama Toeschouwers: 63.877 Scheidsrechter: Daniel Stefański (POL) |

|                                                                   |       |       |           |                                                                                               |
| 16 juni Kwalificatie WK 2018 Groep E «onderlinge duels» 19:30 uur | Japan | 0 – 0 | Singapore | Saitamastadion, Saitama Toeschouwers: 57.533 Scheidsrechter: Mohanad Qasim Eesee Sarray (IRQ) |
| 16 juni Kwalificatie WK 2018 Groep E «onderlinge duels» 19:30 uur |       |       |           | Saitamastadion, Saitama Toeschouwers: 57.533 Scheidsrechter: Mohanad Qasim Eesee Sarray (IRQ) |

|                                                                      |                                  |       |              |                                                                                |
| 2 augustus Oost-Aziatisch kampioenschap «onderlinge duels» 18:20 uur | Noord-Korea                      | 2 – 1 | Japan        | Wuhanstadion, Wuhan Toeschouwers: 11.500 Scheidsrechter: Alireza Faghani (IRN) |
| 2 augustus Oost-Aziatisch kampioenschap «onderlinge duels» 18:20 uur | Ri Hyok-chol 77' Pak Hyon-il 87' |       | 3' Yuki Muto | Wuhanstadion, Wuhan Toeschouwers: 11.500 Scheidsrechter: Alireza Faghani (IRN) |

|                                                                      |                      |       |                   |                                                                                       |
| 5 augustus Oost-Aziatisch kampioenschap «onderlinge duels» 18:20 uur | Japan                | 1 – 1 | Zuid-Korea        | Wuhanstadion, Wuhan Toeschouwers: 1.748 Scheidsrechter: Muhammad Taqi Aljaafari (SIN) |
| 5 augustus Oost-Aziatisch kampioenschap «onderlinge duels» 18:20 uur | Hotaru Yamaguchi 37' |       | 26' Jang Hyun-soo | Wuhanstadion, Wuhan Toeschouwers: 1.748 Scheidsrechter: Muhammad Taqi Aljaafari (SIN) |

|                                                                      |            |       |               |                                                                                 |
| 9 augustus Oost-Aziatisch kampioenschap «onderlinge duels» 20:10 uur | China      | 1 – 1 | Japan         | Wuhanstadion, Wuhan Toeschouwers: 26.400 Scheidsrechter: Fahad Al Mirdasi (KSA) |
| 9 augustus Oost-Aziatisch kampioenschap «onderlinge duels» 20:10 uur | Lei Wu 10' |       | 41' Yuki Muto | Wuhanstadion, Wuhan Toeschouwers: 26.400 Scheidsrechter: Fahad Al Mirdasi (KSA) |

|                                                                       |                                                      |       |          |                                                                                |
| 3 september Kwalificatie WK 2018 Groep E «onderlinge duels» 19:30 uur | Japan                                                | 3 – 0 | Cambodja | Saitamastadion, Saitama Toeschouwers: 54.716 Scheidsrechter: Kim Hee-gon (KOR) |
| 3 september Kwalificatie WK 2018 Groep E «onderlinge duels» 19:30 uur | Keisuke Honda 28' Maya Yoshida 50' Shinji Kagawa 61' |       |          | Saitamastadion, Saitama Toeschouwers: 54.716 Scheidsrechter: Kim Hee-gon (KOR) |

|                                                                       |             | |       |                                                                                  |
| 8 september Kwalificatie WK 2018 Groep E «onderlinge duels» 17:00 uur | Afghanistan | 0 – 6 | Japan | Azadistadion, Teheran Toeschouwers: 8.650 Scheidsrechter: Khamis Al-Kuwari (QAT) |
| 8 september Kwalificatie WK 2018 Groep E «onderlinge duels» 17:00 uur |             | 10' Shinji Kagawa 35' Masato Morishige 50' Shinji Kagawa 57' Shinji Okazaki 60' Shinji Okazaki 74' Keisuke Honda |       | Azadistadion, Teheran Toeschouwers: 8.650 Scheidsrechter: Khamis Al-Kuwari (QAT) |

|                                                                     |       |                                                               |       |                                                                              |
| 8 oktober Kwalificatie WK 2018 Groep E «onderlinge duels» 17:00 uur | Syrië | 0 – 3                                                         | Japan | Al-Seebstadion, Seeb Toeschouwers: 680 Scheidsrechter: Ravshan Irmatov (UZB) |
| 8 oktober Kwalificatie WK 2018 Groep E «onderlinge duels» 17:00 uur |       | 55' (pen.) Keisuke Honda 70' Shinji Okazaki 88' Takashi Usami |       | Al-Seebstadion, Seeb Toeschouwers: 680 Scheidsrechter: Ravshan Irmatov (UZB) |

|                                                           |                  |       |                    |                                                                                    |
| 12 oktober Vriendschappelijk «onderlinge duels» 17:00 uur | Iran             | 1 – 1 | Japan              | Azadistadion, Teheran Toeschouwers: 15.000 Scheidsrechter: Yaqoob Abdul Baqi (OMA) |
| 12 oktober Vriendschappelijk «onderlinge duels» 17:00 uur | Mehdi Torabi 45' |       | 47' Yoshinori Muto | Azadistadion, Teheran Toeschouwers: 15.000 Scheidsrechter: Yaqoob Abdul Baqi (OMA) |

|                                                                       |           |                                                    |       |                                                                                        |
| 12 november Kwalificatie WK 2018 Groep E «onderlinge duels» 19:15 uur | Singapore | 0 – 3                                              | Japan | Nationaal stadion, Kallang Toeschouwers: 33.868 Scheidsrechter: Fahad Al-Mirdasi (KSA) |
| 12 november Kwalificatie WK 2018 Groep E «onderlinge duels» 19:15 uur |           | 20' Mu Kanazaki 26' Keisuke Honda 87' Maya Yoshida |       | Nationaal stadion, Kallang Toeschouwers: 33.868 Scheidsrechter: Fahad Al-Mirdasi (KSA) |

|                                                                       |          |                                       |       | |
| 17 november Kwalificatie WK 2018 Groep E «onderlinge duels» 19:14 uur | Cambodja | 0 – 2                                 | Japan | Phnom Penh National Olympic Stadium, Phnom Penh Toeschouwers: 29.871 Scheidsrechter: Fu Ming (CHN) |
| 17 november Kwalificatie WK 2018 Groep E «onderlinge duels» 19:14 uur |          | 51' (e.d.) Laboravy 90' Keisuke Honda |       | Phnom Penh National Olympic Stadium, Phnom Penh Toeschouwers: 29.871 Scheidsrechter: Fu Ming (CHN) |

### 2016
|                                                                    | |       |             |                                                                                   |
| 24 maart Kwalificatie WK 2018 Groep E «onderlinge duels» 19:30 uur | Japan                                                                                               | 5 – 0 | Afghanistan | Saitamastadion, Saitama Toeschouwers: 48.967 Scheidsrechter: Mohanad Sarray (IRQ) |
| 24 maart Kwalificatie WK 2018 Groep E «onderlinge duels» 19:30 uur | Shinji Okazaki 43' Hiroshi Kiyotake 59' Mohammad Sharif 63' (e.d.) Maya Yoshida 74' Mu Kanazaki 78' |       |             | Saitamastadion, Saitama Toeschouwers: 48.967 Scheidsrechter: Mohanad Sarray (IRQ) |

|                                                                    | |       |       |                                                                                    |
| 29 maart Kwalificatie WK 2018 Groep E «onderlinge duels» 19:30 uur | Japan                                                                                                 | 5 – 0 | Syrië | Saitamastadion, Saitama Toeschouwers: 57.475 Scheidsrechter: Alireza Faghani (IRN) |
| 29 maart Kwalificatie WK 2018 Groep E «onderlinge duels» 19:30 uur | Hamdi Al-Masri 17' (e.d.) Shinji Kagawa 66' Keisuke Honda 86' Shinji Kagawa 90' Genki Haraguchi 90+3' |       |       | Saitamastadion, Saitama Toeschouwers: 57.475 Scheidsrechter: Alireza Faghani (IRN) |

|                                               | |       |                                           |                                                                                      |
| 3 juni Vriendschappelijk № «onderlinge duels» | Japan | 7 – 2 | Bulgarije                                 | Toyota Stadion, Toyota Toeschouwers: 41.940 Scheidsrechter: Bartosz Frankowski (POL) |
| 3 juni Vriendschappelijk № «onderlinge duels» | Shinji Okazaki 4' Shinji Kagawa 27' Shinji Kagawa 34' Maya Yoshida 38' Maya Yoshida 54' Takashi Usami 57' Takuma Asano 87' (pen.) |       | 59' Mihail Aleksandrov 82' Ivaylo Chochev | Toyota Stadion, Toyota Toeschouwers: 41.940 Scheidsrechter: Bartosz Frankowski (POL) |

|                                               |                      |       |                                 |                                                                                              |
| 7 juni Vriendschappelijk № «onderlinge duels» | Japan                | 1 – 2 | Bosnië en Her.                  | Suita City Football Stadium, Suita Toeschouwers: 35.589 Scheidsrechter: Jarred Gillett (AUS) |
| 7 juni Vriendschappelijk № «onderlinge duels» | Hiroshi Kiyotake 28' |       | 29' Milan Đurić 66' Milan Đurić | Suita City Football Stadium, Suita Toeschouwers: 35.589 Scheidsrechter: Jarred Gillett (AUS) |

|                                                                       |                   |       |                                          |                                                                                          |
| 1 september Kwalificatie WK 2018 Groep B «onderlinge duels» 19:35 uur | Japan             | 1 – 2 | V.A.E.                                   | Saitamastadion, Saitama Toeschouwers: 58.895 Scheidsrechter: Abdulrahman Al-Jassim (QAT) |
| 1 september Kwalificatie WK 2018 Groep B «onderlinge duels» 19:35 uur | Keisuke Honda 11' |       | 20' Ahmed Khalil 54' (pen.) Ahmed Khalil | Saitamastadion, Saitama Toeschouwers: 58.895 Scheidsrechter: Abdulrahman Al-Jassim (QAT) |

|                                                                       |          |                                      |       |                                                                                      |
| 6 september Kwalificatie WK 2018 Groep B «onderlinge duels» 20:15 uur | Thailand | 0 – 2                                | Japan | Rajamangala Stadion, Bangkok Toeschouwers: 44.500 Scheidsrechter: Mohsen Torky (IRN) |
| 6 september Kwalificatie WK 2018 Groep B «onderlinge duels» 20:15 uur |          | 19' Genki Haraguchi 75' Takuma Asano |       | Rajamangala Stadion, Bangkok Toeschouwers: 44.500 Scheidsrechter: Mohsen Torky (IRN) |

|                                                                     |                                          |       |                     |                                                                                 |
| 6 oktober Kwalificatie WK 2018 Groep B «onderlinge duels» 18:35 uur | Japan                                    | 2 – 1 | Irak                | Saitamastadion, Saitama Toeschouwers: 57.768 Scheidsrechter: Kim Dong-jin (KOR) |
| 6 oktober Kwalificatie WK 2018 Groep B «onderlinge duels» 18:35 uur | Genki Haraguchi 26' Hotaru Yamaguchi 90' |       | 60' Saad Abdul-Amir | Saitamastadion, Saitama Toeschouwers: 57.768 Scheidsrechter: Kim Dong-jin (KOR) |

|                                                                      |                         |       |                    |                                                                                      |
| 11 oktober Kwalificatie WK 2018 Groep B «onderlinge duels» 19:00 uur | Australië               | 1 – 1 | Japan              | Etihad Stadium, Melbourne Toeschouwers: 48.460 Scheidsrechter: Nawaf Shukralla (BHR) |
| 11 oktober Kwalificatie WK 2018 Groep B «onderlinge duels» 19:00 uur | Mile Jedinak 52' (pen.) |       | 5' Genki Haraguchi | Etihad Stadium, Melbourne Toeschouwers: 48.460 Scheidsrechter: Nawaf Shukralla (BHR) |

|                                                            |                                                                              |       |      |                                                                                         |
| 11 november Vriendschappelijk «onderlinge duels» 18:30 uur | Japan                                                                        | 4 – 0 | Oman | Hitachi Kashiwastadion, Kashiwa Toeschouwers: 33.709 Scheidsrechter: Kwok Man Liu (HKG) |
| 11 november Vriendschappelijk «onderlinge duels» 18:30 uur | Yuya Osako 32' Yuya Osako 42' Hiroshi Kiyotake 64' (pen.) Yuki Kobayashi 90' |       |      | Hitachi Kashiwastadion, Kashiwa Toeschouwers: 33.709 Scheidsrechter: Kwok Man Liu (HKG) |

|                                                                       |                                                 |       |                  |                                                                                             |
| 15 november Kwalificatie WK 2018 Groep B «onderlinge duels» 18:30 uur | Japan                                           | 2 – 1 | Saoedi-Arabië    | Saitamastadion, Saitama Toeschouwers: 58.420 Scheidsrechter: Muahmmad Taqi Bin Jahari (SIN) |
| 15 november Kwalificatie WK 2018 Groep B «onderlinge duels» 18:30 uur | Hiroshi Kiyotake 45' (pen.) Genki Haraguchi 80' |       | 90' Omar Hawsawi | Saitamastadion, Saitama Toeschouwers: 58.420 Scheidsrechter: Muahmmad Taqi Bin Jahari (SIN) |

### 2017
|                                                                    |        |                                  |       |                                                                                           |
| 23 maart Kwalificatie WK 2018 Groep B «onderlinge duels» 19:30 uur | V.A.E. | 0 – 2                            | Japan | Hazza Bin Zayedstadion, Al Ain Toeschouwers: 23.725 Scheidsrechter: Ravshan Irmatov (UZB) |
| 23 maart Kwalificatie WK 2018 Groep B «onderlinge duels» 19:30 uur |        | 14' Yuya Kubo 51' Yasuyuki Konno |       | Hazza Bin Zayedstadion, Al Ain Toeschouwers: 23.725 Scheidsrechter: Ravshan Irmatov (UZB) |

|                                                                    |                                                                    |       |          |                                                                                 |
| 28 maart Kwalificatie WK 2018 Groep B «onderlinge duels» 19:30 uur | Japan                                                              | 4 – 0 | Thailand | Saitamastadion, Saitama Toeschouwers: 59.003 Scheidsrechter: Kim Dong-jin (KOR) |
| 28 maart Kwalificatie WK 2018 Groep B «onderlinge duels» 19:30 uur | Shinji Kagawa 8' Shinji Okazaki 19' Yuya Kubo 57' Maya Yoshida 83' |       |          | Saitamastadion, Saitama Toeschouwers: 59.003 Scheidsrechter: Kim Dong-jin (KOR) |

|                                                                  |                    |       |                      |                                                                                     |
| 7 juni Kwalificatie WK 2018 Groep B «onderlinge duels» 19:30 uur | Japan              | 1 – 1 | Syrië                | Ajinomotostadion, Tokio Toeschouwers: 43.608 Scheidsrechter: Daniel Stefański (POL) |
| 7 juni Kwalificatie WK 2018 Groep B «onderlinge duels» 19:30 uur | Yasuyuki Konno 58' |       | 49' Mardik Mardikian | Ajinomotostadion, Tokio Toeschouwers: 43.608 Scheidsrechter: Daniel Stefański (POL) |

|                                                                   |                 |       |               |                                                                                  |
| 13 juni Kwalificatie WK 2018 Groep B «onderlinge duels» 17:30 uur | Irak            | 1 – 1 | Japan         | Shahid Dastgerdistadion, Teheran Toeschouwers: 983 Scheidsrechter: Fu Ming (CHN) |
| 13 juni Kwalificatie WK 2018 Groep B «onderlinge duels» 17:30 uur | Mahdi Kamel 72' |       | 8' Yuya Osako | Shahid Dastgerdistadion, Teheran Toeschouwers: 983 Scheidsrechter: Fu Ming (CHN) |

|                                                                       |                                      |       |           |                                                                                    |
| 31 augustus Kwalificatie WK 2018 Groep B «onderlinge duels» 19:30 uur | Japan                                | 2 – 0 | Australië | Saitamastadion, Saitama Toeschouwers: 59.492 Scheidsrechter: Alireza Faghani (IRN) |
| 31 augustus Kwalificatie WK 2018 Groep B «onderlinge duels» 19:30 uur | Takuma Asano 41' Yosuke Ideguchi 82' |       |           | Saitamastadion, Saitama Toeschouwers: 59.492 Scheidsrechter: Alireza Faghani (IRN) |

|                                                                       |                       |       |       |                                                                                                  |
| 5 september Kwalificatie WK 2018 Groep B «onderlinge duels» 20:30 uur | Saoedi-Arabië         | 1 – 0 | Japan | Koning Abdoellah Sportstad, Jeddah Toeschouwers: 62.165 Scheidsrechter: Valentin Kovalenko (UZB) |
| 5 september Kwalificatie WK 2018 Groep B «onderlinge duels» 20:30 uur | Fahad Al-Muwallad 63' |       |       | Koning Abdoellah Sportstad, Jeddah Toeschouwers: 62.165 Scheidsrechter: Valentin Kovalenko (UZB) |

|                                                |                                      |       |                |                                                                                |
| 6 oktober Vriendschappelijk «onderlinge duels» | Japan                                | 2 – 1 | Nieuw-Zeeland  | Toyota Stadion, Toyota Toeschouwers: 38.461 Scheidsrechter: Kwok Man Liu (HKG) |
| 6 oktober Vriendschappelijk «onderlinge duels» | Yuya Osako 50' (pen.) Shu Kurata 87' |       | 59' Chris Wood | Toyota Stadion, Toyota Toeschouwers: 38.461 Scheidsrechter: Kwok Man Liu (HKG) |

|                                                 |                                                    |       |                                                        |                                                                                 |
| 10 oktober Vriendschappelijk «onderlinge duels» | Japan                                              | 3 – 3 | Haïti                                                  | Nissan Stadion, Yokohama Toeschouwers: 47.420 Scheidsrechter: Peter Green (AUS) |
| 10 oktober Vriendschappelijk «onderlinge duels» | Shu Kurata 7' Kenyu Sugimoto 17' Shinji Kagawa 90' |       | 28' Kevin Lafrance 53' Duckens Nazon 78' Duckens Nazon | Nissan Stadion, Yokohama Toeschouwers: 47.420 Scheidsrechter: Peter Green (AUS) |

|                                                  |                                                 |       |                    |                                                                                                  |
| 10 november Vriendschappelijk «onderlinge duels» | Brazilië                                        | 3 – 1 | Japan              | Stade Pierre-Mauroy, Villeneuve d'Ascq Toeschouwers: 16.920 Scheidsrechter: Benoît Bastien (FRA) |
| 10 november Vriendschappelijk «onderlinge duels» | Neymar 10' (pen.) Marcelo 18' Gabriel Jesus 36' |       | 61' Tomoaki Makino | Stade Pierre-Mauroy, Villeneuve d'Ascq Toeschouwers: 16.920 Scheidsrechter: Benoît Bastien (FRA) |

|                                                            |                   |       |       |                                                                                       |
| 14 november Vriendschappelijk «onderlinge duels» 20:45 uur | België            | 1 – 0 | Japan | Jan Breydel Stadion, Brugge Toeschouwers: 25.500 Scheidsrechter: Danny Makkelie (NED) |
| 14 november Vriendschappelijk «onderlinge duels» 20:45 uur | Romelu Lukaku 72' |       |       | Jan Breydel Stadion, Brugge Toeschouwers: 25.500 Scheidsrechter: Danny Makkelie (NED) |

### 2018
|                                                           |                    |       |                            |                                                                                         |
| 23 maart Vriendschappelijk № «onderlinge duels» 20:20 uur | Japan              | 1 – 1 | Mali                       | Maurice Dufrasnestadion, Luik Toeschouwers: 1.424 Scheidsrechter: Erik Lambrechts (BEL) |
| 23 maart Vriendschappelijk № «onderlinge duels» 20:20 uur | Shoya Nakajima 90' |       | 44' (pen.) Abdoulaye Diaby | Maurice Dufrasnestadion, Luik Toeschouwers: 1.424 Scheidsrechter: Erik Lambrechts (BEL) |

|                                                           |                    |       |                                                  |                                                                                        |
| 27 maart Vriendschappelijk № «onderlinge duels» 20:20 uur | Japan              | 1 – 2 | Oekraïne                                         | Maurice Dufrasnestadion, Luik Toeschouwers: 2.529 Scheidsrechter: Bart Vertenten (BEL) |
| 27 maart Vriendschappelijk № «onderlinge duels» 20:20 uur | Tomoaki Makino 41' |       | 21' (e.d.) Naomichi Ueda 69' Oleksandr Karavayev | Maurice Dufrasnestadion, Luik Toeschouwers: 2.529 Scheidsrechter: Bart Vertenten (BEL) |

|                                                         |       |                                              |       |                                                                                 |
| 30 mei Vriendschappelijk № «onderlinge duels» 19:25 uur | Japan | 0 – 2                                        | Ghana | Nissan Stadion, Yokohama Toeschouwers: 64.520 Scheidsrechter: Chris Beath (AUS) |
| 30 mei Vriendschappelijk № «onderlinge duels» 19:25 uur |       | 9' Thomas Partey 51' (pen.) Emmanuel Boateng |       | Nissan Stadion, Yokohama Toeschouwers: 64.520 Scheidsrechter: Chris Beath (AUS) |

|                                                         |                                                  |       |       |                                                                                      |
| 8 juni Vriendschappelijk № «onderlinge duels» 19:00 uur | Zwitserland                                      | 2 – 0 | Japan | Stadio di Cornaredo, Lugano Toeschouwers: 7.010 Scheidsrechter: Amaury Delerue (FRA) |
| 8 juni Vriendschappelijk № «onderlinge duels» 19:00 uur | Ricardo Rodríguez 42' (pen.) Haris Seferovic 82' |       |       | Stadio di Cornaredo, Lugano Toeschouwers: 7.010 Scheidsrechter: Amaury Delerue (FRA) |

|                                                          |                                                                                     |       |                                    |                                                                                |
| 12 juni Vriendschappelijk № «onderlinge duels» 20:05 uur | Japan                                                                               | 4 – 2 | Paraguay                           | Tivoli Neu, Innsbruck Toeschouwers: 1.200 Scheidsrechter: Oliver Drachta (AUT) |
| 12 juni Vriendschappelijk № «onderlinge duels» 20:05 uur | Takashi Inui 51' Takashi Inui 63' Federico Santander 77' (e.d.) Shinji Kagawa 90+2' |       | 32' Óscar Romero 90' Richard Ortíz | Tivoli Neu, Innsbruck Toeschouwers: 1.200 Scheidsrechter: Oliver Drachta (AUT) |

|                                                               |                                                    |       |            |                                                                                            |
| 11 september Vriendschappelijk № «onderlinge duels» 19:20 uur | Japan                                              | 3 – 0 | Costa Rica | Gemeentelijk stadion Suita, Suita Toeschouwers: 33,381 Scheidsrechter: Muhammad Taqi (SGP) |
| 11 september Vriendschappelijk № «onderlinge duels» 19:20 uur | Sho Sasaki 16' Takumi Minamino 66' Junya Ito 90+3' |       |            | Gemeentelijk stadion Suita, Suita Toeschouwers: 33,381 Scheidsrechter: Muhammad Taqi (SGP) |

|                                                             |                                                         |       |        |                                                                                         |
| 12 Oktober Vriendschappelijk № «onderlinge duels» 19:35 uur | Japan                                                   | 3 – 0 | Panama | Denka Big Swan Stadium, Niigata Toeschouwers: 38,322 Scheidsrechter: Kim Dong-Jin (KOR) |
| 12 Oktober Vriendschappelijk № «onderlinge duels» 19:35 uur | Takumi Minamino 42', Junya Ito 66', Harold Cummings 85' |       |        | Denka Big Swan Stadium, Niigata Toeschouwers: 38,322 Scheidsrechter: Kim Dong-Jin (KOR) |

|                                                             |                                                          |       |                                                                |                                                                                 |
| 16 Oktober Vriendschappelijk № «onderlinge duels» 19:35 uuf | Japan                                                    | 4 – 3 | Uruguay                                                        | Saitamastadion, Saitama Toeschouwers: 57,239 Scheidsrechter: Ko Hyung-jin (KOR) |
| 16 Oktober Vriendschappelijk № «onderlinge duels» 19:35 uuf | Takumi Minamino 10' (66), Yuya Osako 36', Ritsu Doan 59' |       | Gastón Pereiro 28', Edinson Cavani 58', Jonathan Rodríguez 75' | Saitamastadion, Saitama Toeschouwers: 57,239 Scheidsrechter: Ko Hyung-jin (KOR) |

|                                                          |           |       |                  |                                                                              |
| 16 November Vriendschappelijk № «onderlinge duels» 19:30 | Japan     | 1 – 1 | Venezuela        | Ōitastadion, Oita Toeschouwers: 33,369 Scheidsrechter: Ravshan Irmatov (UZB) |
| 16 November Vriendschappelijk № «onderlinge duels» 19:30 | Sakai 40' |       | Tomás Rincón 81' | Ōitastadion, Oita Toeschouwers: 33,369 Scheidsrechter: Ravshan Irmatov (UZB) |

|                                                              |                                                                           |       |          |                                                                                  |
| 20 November Vriendschappelijk № «onderlinge duels» 19:20 uur | Japan                                                                     | 4 – 0 | Kirgizië | Toyotastadion, Toyota Toeschouwers: 38,353 Scheidsrechter: Ilgiz Tantashev (UZB) |
| 20 November Vriendschappelijk № «onderlinge duels» 19:20 uur | Ryosuke Yamanaka 2' Genki Haraguchi 19' Yuya Osako 72' Shoya Nakajima 73' |       |          | Toyotastadion, Toyota Toeschouwers: 38,353 Scheidsrechter: Ilgiz Tantashev (UZB) |

| WK 2018 |
| ------- |

|                                                                |                   |       |                                        |                                                                                  |
| 19 juni WK 2018 Groep H № «onderlinge duels» 14:00 uur (UTC+3) | Colombia          | 1 – 2 | Japan                                  | Mordovia Arena, Saransk Toeschouwers: 40.842 Scheidsrechter: Damir Skomina (SLO) |
| 19 juni WK 2018 Groep H № «onderlinge duels» 14:00 uur (UTC+3) | Juan Quintero 39' |       | 6' (pen.) Shinji Kagawa 73' Yuya Osako | Mordovia Arena, Saransk Toeschouwers: 40.842 Scheidsrechter: Damir Skomina (SLO) |

|                                                                |                                    |       |                                 |                                                                                              |
| 24 juni WK 2018 Groep H № «onderlinge duels» 20:00 uur (UTC+5) | Japan                              | 2 – 2 | Senegal                         | Centraal Stadion, Jekaterinenburg Toeschouwers: 32.572 Scheidsrechter: Gianluca Rocchi (ITA) |
| 24 juni WK 2018 Groep H № «onderlinge duels» 20:00 uur (UTC+5) | Takashi Inui 34' Keisuke Honda 78' |       | 11' Sadio Mané 71' Moussa Wagué | Centraal Stadion, Jekaterinenburg Toeschouwers: 32.572 Scheidsrechter: Gianluca Rocchi (ITA) |

|                                                                |       |                  |       |                                                                                     |
| 28 juni WK 2018 Groep H № «onderlinge duels» 16:00 uur (UTC+3) | Japan | 0 – 1            | Polen | Volgograd Arena, Wolgograd Toeschouwers: 42.189 Scheidsrechter: Janny Sikazwe (ZAM) |
| 28 juni WK 2018 Groep H № «onderlinge duels» 16:00 uur (UTC+3) |       | 59' Jan Bednarek |       | Volgograd Arena, Wolgograd Toeschouwers: 42.189 Scheidsrechter: Janny Sikazwe (ZAM) |

|                                                                      |                                                             |       |                                      |                                                                                            |
| 2 juli WK 2018 Achtste finale № «onderlinge duels» 20:00 uur (UTC+3) | België                                                      | 3 – 2 | Japan                                | Rostov Arena, Rostov aan de Don Toeschouwers: 41.466 Scheidsrechter: Malang Diedhiou (SEN) |
| 2 juli WK 2018 Achtste finale № «onderlinge duels» 20:00 uur (UTC+3) | Jan Vertonghen 69' Marouane Fellaini 74' Nacer Chadli 90+4' |       | 48' Genki Haraguchi 52' Takashi Inui | Rostov Arena, Rostov aan de Don Toeschouwers: 41.466 Scheidsrechter: Malang Diedhiou (SEN) |

|  |  |  |  |  |  |  |  |  |

### 2019
| Aziatisch kampioenschap voetbal 2019 |
| ------------------------------------ |

|                                                                         |                                    |       |                                          |                                                                                       |
| 9 januari Aziatisch kampioenschap Gruupe F «onderlinge duels» 15:00 uur | Japan                              | 3 – 2 | Turkmenistan                             | Al Nahyanstadion, Abu Dhabi Toeschouwers: 5,725 Scheidsrechter: Alireza Faghani (IRN) |
| 9 januari Aziatisch kampioenschap Gruupe F «onderlinge duels» 15:00 uur | Yuya Osako 56', 60' Ritsu Doan 71' |       | Arslanmyrat Amanow 26', Ahmet Ataýew 79' | Al Nahyanstadion, Abu Dhabi Toeschouwers: 5,725 Scheidsrechter: Alireza Faghani (IRN) |

|                                                                          |      |                     |       |                                                                                                   |
| 13 Januari Aziatisch kampioenschap Gruupe F «onderlinge duels» 17:30 uur | Oman | 0 – 1               | Japan | Sjeik Zayidstadion, Abu Dhabi Toeschouwers: 12.110 Scheidsrechter: Mohd Amirul Izwan Yaacob (MAL) |
| 13 Januari Aziatisch kampioenschap Gruupe F «onderlinge duels» 17:30 uur |      | Genki Haraguchi 28' |       | Sjeik Zayidstadion, Abu Dhabi Toeschouwers: 12.110 Scheidsrechter: Mohd Amirul Izwan Yaacob (MAL) |

|                                                                          |                                         |       |                      | |
| 17 januari Aziatisch kampioenschap Gruupe F «onderlinge duels» 17:30 uur | Japan                                   | 2 – 1 | Oezbekistan          | Sheikh Kalifa Internationaal Stadion, Al Ain Toeschouwers: 7;005 Scheidsrechter: Mohammed Abdulla Mohamed (UAE) |
| 17 januari Aziatisch kampioenschap Gruupe F «onderlinge duels» 17:30 uur | Yoshinori Muto 43' Tsukasa Shiotani 58' |       | Eldor Shomurodov 40' | Sheikh Kalifa Internationaal Stadion, Al Ain Toeschouwers: 7;005 Scheidsrechter: Mohammed Abdulla Mohamed (UAE) |

|                                                                                 |                       |       |               |                                                                                   |
| 21 januari Aziatisch Kampioenschap 2019 1/8 finale «onderlinge duels» 15:00 uur | Japan                 | 1 – 0 | Saoedi-Arabië | Sharjahstadion, Sharjah Toeschouwers: 6.832 Scheidsrechter: Ravshan Irmatov (UZB) |
| 21 januari Aziatisch Kampioenschap 2019 1/8 finale «onderlinge duels» 15:00 uur | Takehiro Tomiyasu 20' |       |               | Sharjahstadion, Sharjah Toeschouwers: 6.832 Scheidsrechter: Ravshan Irmatov (UZB) |

|                                                           |       |                    |          |                                                                                |
| 22 maart Vriendschappelijk № «onderlinge duels» 19:20 uur | Japan | 0 – 1              | Colombia | Nissanstadion, Yokohama Toeschouwers: 63.302 Scheidsrechter: Peter Green (AUS) |
| 22 maart Vriendschappelijk № «onderlinge duels» 19:20 uur |       | Radamel Falcao 64' |          | Nissanstadion, Yokohama Toeschouwers: 63.302 Scheidsrechter: Peter Green (AUS) |

|                                                         |       |       |                    |                                                                            |
| 5 juni Vriendschappelijk № «onderlinge duels» 19:30 uur | Japan | 0 – 0 | Trinidad en Tobago | Toyotastadion, Toyota Toeschouwers: 38.507 Scheidsrechter: Zhang Lei (CHN) |
| 5 juni Vriendschappelijk № «onderlinge duels» 19:30 uur |       |       |                    | Toyotastadion, Toyota Toeschouwers: 38.507 Scheidsrechter: Zhang Lei (CHN) |

|                                                         |                        |       |             |                                                                        |
| 9 juni Vriendschappelijk № «onderlinge duels» 19:00 uur | Japan                  | 2 – 0 | El Salvador | Miyagistadion, Rifu Toeschouwers: 38.092 Scheidsrechter: Ma Ning (CHN) |
| 9 juni Vriendschappelijk № «onderlinge duels» 19:00 uur | Kensuke Nagai 19', 42' |       |             | Miyagistadion, Rifu Toeschouwers: 38.092 Scheidsrechter: Ma Ning (CHN) |

|                                                                  |         |                                        |       |                                                                                         |
| 10 september Kwalificatie WK 2022 № «onderlinge duels» 18:50 uur | Myanmar | 0 – 2                                  | Japan | Thuwunnastadion, Yangon Toeschouwers: 25.500 Scheidsrechter: Ahmad Yacoub Ibrahim (JOR) |
| 10 september Kwalificatie WK 2022 № «onderlinge duels» 18:50 uur |         | Shoya Nakajima 16' Takumi Minamino 26' |       | Thuwunnastadion, Yangon Toeschouwers: 25.500 Scheidsrechter: Ahmad Yacoub Ibrahim (JOR) |

|                                                                | |       |          |                                                                                    |
| 10 oktober Kwalificatie WK 2022 № «onderlinge duels» 19:35 uur | Japan | 6 – 0 | Mongolië | Saitamastadion, Saitama Toeschouwers: 43.122 Scheidsrechter: Chae Sang-hyeop (KOR) |
| 10 oktober Kwalificatie WK 2022 № «onderlinge duels» 19:35 uur | Takumi Minamino 22' Maya Yoshida 29' Yuto Nagatomo 33' Kensuke Nagai 40' Wataru Endo 57' Daichi Kamada 82' |       |          | Saitamastadion, Saitama Toeschouwers: 43.122 Scheidsrechter: Chae Sang-hyeop (KOR) |

|                                                                |              |                                           |       |                                                                                |
| 15 oktober Kwalificatie WK 2022 № «onderlinge duels» 17:15 uur | Tadzjikistan | 0 – 3                                     | Japan | Pamirstadion, Doesjanbe Toeschouwers: 19.100 Scheidsrechter: Zaid Thamer (IRQ) |
| 15 oktober Kwalificatie WK 2022 № «onderlinge duels» 17:15 uur |              | Takumi Minamino 53', 55' Takuma Asano 82' |       | Pamirstadion, Doesjanbe Toeschouwers: 19.100 Scheidsrechter: Zaid Thamer (IRQ) |

|                                                                 |          |                                         |       |                                                                                              |
| 14 november Kwalificatie WK 2022 № «onderlinge duels» 17:45 uur | Kirgizië | 0 – 2                                   | Japan | Dolen Omurzakovstadion, Bisjkek Toeschouwers: 17.543 Scheidsrechter: Mohammed Al-Hoish (KSA) |
| 14 november Kwalificatie WK 2022 № «onderlinge duels» 17:45 uur |          | Takumi Minamino 41' Genki Haraguchi 54' |       | Dolen Omurzakovstadion, Bisjkek Toeschouwers: 17.543 Scheidsrechter: Mohammed Al-Hoish (KSA) |

|                                                              |                      |       |                                                       | |
| 19 november Vriendschappelijk № «onderlinge duels» 19:25 uur | Japan                | 1 – 4 | Venezuela                                             | Gemeentelijk stadion Suita, Suita Toeschouwers: 33,399 Scheidsrechter: Mohd Amirul Izwan Yaacob (MAL) |
| 19 november Vriendschappelijk № «onderlinge duels» 19:25 uur | Hotaru Yamaguchi 70' |       | José Salomón Rondón 8', 31', 34' Yeferson Soteldo 38' | Gemeentelijk stadion Suita, Suita Toeschouwers: 33,399 Scheidsrechter: Mohd Amirul Izwan Yaacob (MAL) |

JFA · A-Internationals · Selecties · Bondscoaches · Statistieken · Olympisch elftal · Japans vrouwenelftal · Japan U21 · Japan U20 · Japan U19 · Japan U18 · Japan U17
1910 – 1949 · 
1950 – 1959 · 
1960 – 1969 · 
1970 – 1979 · 
1980 – 1989 · 
1990 – 1999 · 
2000 – 2009 · 
2010 – 2019 · 
2020 – 2029
CC 1995 · 
CC 2001 · 
CC 2003 · 
CC 2005
WK 1998 · 
WK 2002 · 
WK 2006 · 
WK 2010 · 
WK 2014 · 
WK 2018
OS 1936 · 
OS 1956 ·
OS 1964 · 
OS 1968 · 
OS 1996 ·
OS 2000 ·
OS 2004 ·
OS 2008 ·
OS 2012 ·
OS 2016 ·
OS 2020
1917 · 
1918 · 1919 · 
1921 · 
1922 · 
1923 · 
1924 · 
1925 · 
1926 · 
1927 · 
1928 · 1929 · 
1930 · 
1931 · 1932 · 1933 · 
1934 · 
1935 · 
1936 · 
1937 · 1938 · 
1939 · 
1940 · 
1941 · 
1942 · 
1943 – 1950 · 
1951 · 
1952 · 1953 · 
1954 · 
1955 · 
1956 · 
1957 · 
1958 · 
1959 · 
1960 · 
1961 · 
1962 · 
1963 · 
1964 · 
1965 · 
1966 · 
1967 · 
1968 · 
1969 · 
1970 · 
1971 · 
1972 · 
1973 · 
1974 · 
1975 · 
1976 · 
1977 · 
1978 · 
1979 · 
1980 · 
1981 · 
1982 · 
1983 · 
1984 · 
1985 · 
1986 · 
1987 · 
1988 · 
1989 · 
1990 · 
1991 · 
1992 · 
1993 · 
1994 · 
1995 · 
1996 · 
1997 · 
1998 · 
1999 · 
2000 · 
2001 · 
2002 · 
2003 · 
2004 · 
2005 · 
2006 · 
2007 · 
2008 · 
2009 · 
2010 · 
2011 · 
2012 · 
2013 · 
2014 · 
2015 ·
2016 ·
2017 ·
2018 ·
2019 ·
2020 ·
2021 ·
2022
Afghanistan ·
Angola ·
Argentinië ·
Australië ·
Azerbeidzjan · 
Bahrein ·
Bangladesh ·
België ·
Bolivia ·
Bosnië en Herzegovina ·
Brazilië ·
Brunei ·
Bulgarije ·
Cambodja ·
Canada ·
Chili ·
China ·
Colombia ·
Costa Rica ·
Cyprus ·
Denemarken ·
Duitsland ·
Ecuador ·
Egypte ·
El Salvador ·
Engeland ·
Filipijnen ·
Finland ·
Frankrijk ·
Ghana ·
Griekenland ·
Guatemala ·
Haïti ·
Honduras ·
Hongarije ·
Hongkong ·
IJsland ·
India ·
Indonesië ·
Irak ·
Iran ·
Israël ·
Italië ·
Ivoorkust ·
Jamaica ·
Jemen ·
Joegoslavië ·
Jordanië ·
Kameroen ·
Kazachstan ·
Kirgizië ·
Koeweit ·
Kroatië ·
Letland ·
Luxemburg ·
Macau ·
Maleisië ·
Mali ·
Malta ·
Mexico ·
Mongolië ·
Montenegro ·
Myanmar ·
Nederland ·
Nepal ·
Nieuw-Zeeland ·
Nigeria ·
Noord-Korea ·
Noorwegen ·
Oekraïne ·
Oezbekistan ·
Oman ·
Oostenrijk ·
Pakistan ·
Palestina ·
Panama ·
Paraguay ·
Peru ·
Polen ·
Qatar ·
Roemenië ·
Rusland ·
Saoedi-Arabië ·
Schotland ·
Senegal ·
Servië ·
Servië en Montenegro ·
Singapore ·
Slowakije ·
Sovjet-Unie ·
Spanje ·
Sri Lanka ·
Syrië ·
Tadzjikistan ·
Taiwan ·
Thailand ·
Togo ·
Trinidad en Tobago ·
Tsjechië ·
Tunesië ·
Turkije ·
Turkmenistan ·
Uruguay ·
Venezuela ·
Verenigde Arabische Emiraten ·
Verenigde Staten ·
Vietnam ·
Wales ·
Wit-Rusland ·
Zambia ·
Zuid-Afrika ·
Zuid-Jemen ·
Zuid-Korea ·
Zuid-Vietnam ·
Zweden ·
Zwitserland
Australië (2006) · 
Brazilië (2006) · 
België (2018) · 
Colombia (2014) · 
Colombia (2018) ·
Denemarken (2010) ·
Duitsland (2022) · 
Frankrijk (2001) · 
Griekenland (2014) · 
Ivoorkust (2014) · 
Kameroen (2010) · 
Kroatië (2006) · 
Nederland (2010) ·
Polen (2018) ·
Senegal (2018) ·
Spanje (2022)
AFC-zone: Afghanistan · Australië · Bahrein · Bangladesh · Bhutan · Brunei · Cambodja · China · Chinees Taipei · Filipijnen · Guam · Hongkong · India · Indonesië · Iran · Irak · Japan · Jemen · Jordanië · Koeweit · Kirgizië · Laos · Libanon · Macau · Maleisië · Maldiven · Mongolië · Myanmar · Nepal · Noord-Korea · Oezbekistan · Oman · Oost-Timor · Pakistan · Palestina · Qatar · Saoedi-Arabië · Singapore · Sri Lanka · Syrië · Tadjikistan · Thailand · Turkmenistan · Verenigde Arabische Emiraten · Vietnam · Zuid-Korea

CAF-zone: Algerije · Angola · Benin · Botswana · Burkina Faso · Burundi · Centraal-Afrikaanse Republiek · Comoren · Congo-Brazzaville · Congo-Kinshasa · Djibouti · Egypte · Equatoriaal-Guinea · Eritrea · Ethiopië · Gabon · Gambia · Ghana · Guinee · Guinee-Bissau · Ivoorkust · Kaapverdië · Kameroen · Kenia · Lesotho · Liberia · Libië · Madagaskar · Malawi · Mali · Mauritanië · Mauritius · Marokko · Mozambique · Namibië · Niger · Nigeria · Oeganda · Rwanda · Sao Tomé en Principe · Senegal · Seychellen · Sierra Leone · Soedan · Somalië · Swaziland · Tanzania · Togo · Tsjaad · Tunesië · Zambia · Zimbabwe · Zuid-Afrika · Zuid-Soedan 

CONCACAF-zone: Amerikaanse Maagdeneilanden · Anguilla · Antigua en Barbuda · Aruba · Bahama's · Barbados · Belize · Bermuda · Britse Maagdeneilanden · Canada · Kaaimaneilanden · Costa Rica · Cuba · Curaçao · Dominica · Dominicaanse Republiek · El Salvador · Frans Guyana · Grenada · Guadeloupe · Guatemala · Guyana · Haïti · Honduras · Jamaica · Martinique · Mexico · Montserrat · 
Nicaragua · Panama · Puerto Rico · Saint Kitts en Nevis · Saint Lucia · Saint Vincent en de Grenadines · Sint Maarten · Suriname · Trinidad en Tobago · Turks- en Caicoseilanden · Verenigde Staten

CONMEBOL-zone: Argentinië · Bolivia · Brazilië · Chili · Colombia · Ecuador · Paraguay · Peru · Uruguay · Venezuela

OFC-zone: Amerikaans-Samoa · Cookeilanden · Fiji · Nieuw-Caledonië · Nieuw-Zeeland · Papoea-Nieuw-Guinea · Samoa · Salomoneilanden · Tahiti · Tonga · Vanuatu

UEFA-zone: Albanië · Andorra · Armenië · Azerbeidzjan · België · Bosnië en Herzegovina · Bulgarije · Cyprus · Denemarken · Duitsland · Engeland · Estland · Faeröer · Finland · Frankrijk · Georgië · Gibraltar · Griekenland · Hongarije · IJsland · Ierland · Israël · Italië · Kazachstan · Kosovo · Kroatië · Letland · Liechtenstein · Litouwen · Luxemburg · Macedonië · Malta · Moldavië · Montenegro · Nederland · Noord-Ierland · Noorwegen · Oekraïne · Oostenrijk · Polen · Portugal · Roemenië · Rusland · San Marino · Schotland · Servië · Slovenië · Slowakije · Spanje · Tsjechië · Turkije · Wales · Wit-Rusland · Zweden · Zwitserland